# Rolf Opitz (Unternehmer)
Rolf Opitz (* 24. Oktober 1942; † 25. Juni 2005 in Berlin) gilt als Initiator der Grünen Zitadelle in Magdeburg.

## Leben
Opitz ergriff zunächst den Beruf des Elektrikers und arbeitete im Magdeburger Schwermaschinenbaukombinat SKET. 1978 wurde Opitz zum Vorsitzenden der AWG „Ernst Thälmann“ gewählt, einer später in Wohnungsbaugenossenschaft „Stadt Magdeburg von 1954“ umbenannten Magdeburger Wohnungsbaugenossenschaft. Dieses Amt bekleidete er über 26 Jahre bis zum Dezember 2004.
Seit 1995 setzte er sich für den Bau eines von Friedensreich Hundertwasser entworfenen Gebäudes, der Grünen Zitadelle, in der Magdeburger Altstadt ein. Trotz Widerständen und Bedenken, die sich vor allem am vorgesehenen Standort in der Nähe der historischen Gebäude am Magdeburger Domplatz entzündeten, gelang es ihm den Bau durchzusetzen. Das Richtfest am 4. März 2005 konnte er noch miterleben. Er starb jedoch an einem Krebsleiden noch vor Vollendung des Bauwerks.
In seiner Funktion zeichnete er auch für andere architektonisch auffällige Bauten und Sanierungen in Magdeburg verantwortlich. So für den 16-Geschosser in der Zollstraße 1, die Neubauten am Haus Skorpion in Magdeburg-Reform und die Außenanlagen des Birkenhofs in Magdeburg-Neu Olvenstedt.